# 墨西哥毒蜥
墨西哥精蜥，又称珠毒蜥，是毒蜥屬下的一种蜥蜴，主要分布在墨西哥和危地马拉南部，能分泌毒液。該物種所屬的毒蜥屬，為目前已知唯一會分泌毒液的蜥蜴屬別。墨西哥毒蜥体型較同屬的美国毒蜥大，体色更为黯淡，且身体上有淡黄色的斑点与条带。它是肉食动物，主要以爬行动物與鳥類的蛋为食。墨西哥毒蜥分泌的毒液对人类的用处尚有争议，不过，科学家已经发现了其中的几种酶可能可以用来生产抗糖尿病药，相关的药物学研究仍在进行中。
墨西哥毒蜥目前正面临着过度捕杀和棲息地破壞的问题，并受到瀕危野生動植物種國際貿易公約的保护。

## 分類學
珠毒蜥屬於毒蜥科，該科的谱系历史可追溯到白垩纪。毒蜥属早在中新世就已出現，其中德克萨斯毒蜥（H. texana ）在当时广泛分布于北美的大部分地区。毒蜥在形态学上相对保留較多祖徵，所以它们有时也被视作活化石。尽管毒蜥与非洲、亚洲和澳大利亚的巨蜥亲缘关系密切，但其拥有（巨蜥所没有的）广泛的地理隔离和独特的生物学特征；这表明，毒蜥属更适合于一个独立的分支。

## 歷史
1829年，阿倫德·弗里德里希·奧古斯特·魏格曼首次将该物种的学名定名为：Trachyderma horridum ，但他6个月后又将其更名为 Heloderma horridum 。 它的属名「Heloderma」，意为“布满颗粒的皮肤”，源自古希腊语单词「ἧλος」——意为「螺柱或钉子的头部」和「δέρμα」（dérma），——意为「皮肤」。它的种名「horrĭdum」，是拉丁语中的单词，意为「粗糙的」。
墨西哥毒蜥曾被分為四個亞種。2013年，四個亞種皆被提升為物種。
| 二名法学名                | 常用名         | 命名者                                                           | 地理分布                                             |
| ------------------------- | -------------- | ---------------------------------------------------------------- | ---------------------------------------------------- |
| Heloderma alvarezi        | 恰帕斯珠毒蜥   | 查尔斯 · 博格特 和 马丁 · 坎普（Martin Del Campo）；于1956年命名 | 墨西哥恰帕斯州到危地马拉的西北边境                   |
| Heloderma charlesbogertiT | 危地马拉珠毒蜥 | 乔纳森 · 坎贝尔 和 万尼尼（Vannini）；于1988年命名               | 危地马拉东北部莫塔瓜河谷                             |
| Heloderma exasperatum     | 富埃尔特珠毒蜥 | 查尔斯 · 博格特 和 马丁 · 坎普；于1956年命名                     | 墨西哥索诺拉州南部到锡那罗亚州北部的加利福尼亚湾沿岸 |
| Heloderma horridumT       | 墨西哥毒蜥     | 维格曼；于1829年命名                                             | 墨西哥索诺拉州南部和瓦哈卡州                         |

## 形态

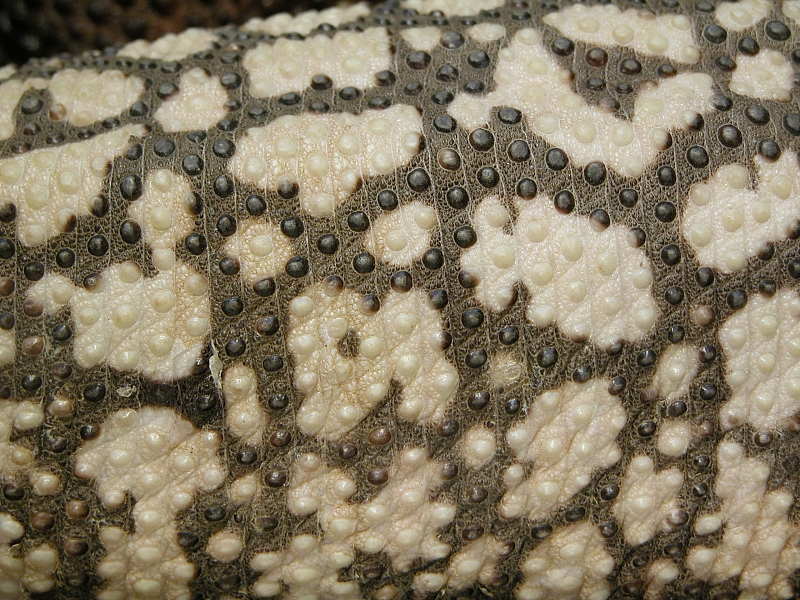
墨西哥毒蜥皮肤的特写，由珠状鳞片组成

成年墨西哥毒蜥体长约57至91 cm（22至36英寸），比美国毒蜥大得多，后者的体长仅有30至56 cm（12至22英寸）。墨西哥毒蜥从吻部至泄殖腔的长度约33至48 cm（13至19英寸）。成年墨西哥毒蜥的平均体重约为800 g（1.8磅），约为美国毒蜥平均体重的1.45倍，其中大型个体的重量可超过2,000 g（4.4磅）。已知最大的个体重量为4,000 g（8.8磅） 虽然雄性比雌性体型稍大，但其并非两性异形。该种蜥蜴雌雄两性都有粗壮的头部，但雄性的往往更加宽广。墨西哥毒蜥的鳞片很小，呈串珠状，而且不重叠。除腹部外，其大部分鳞片都由骨内膜（骨状真皮）覆盖。
珠毒蜥的体色大都接近黑色，但其身上有数目不一的黄色斑点或条带；而恰帕斯珠毒蜥的体色则接近全黑。墨西哥毒蜥的尾巴很短，主要用于储存脂肪，可支撑其在长达数月的夏眠中存活。不像许多其他蜥蜴会在遇到危险时断尾求生，它们不会自断其尾，且尾巴一旦断裂便不能再生。墨西哥毒蜥有一个分岔的粉色舌头，可以与犁鼻器协作以产生嗅觉。它们会伸出舌头收集气味，并在舌头缩回时将其接触到犁鼻器的开口处以产生嗅觉。

## 分布
珠毒蜥主要栖息于从索诺拉州南部到危地马拉西南部的太平洋沿岸，以及恰帕斯州中部和危地马拉东南部的两处大西洋沿岸。它们的栖息地主要分布在沙漠、热带落叶林以及荒漠和干燥疏灌丛，但也曾见于海拔1500米的松树橡树林。在野外环境中，珠毒蜥的活跃期为每年四月到十一月中旬，它们每天在地表活动的时间约为一个小时。
毒蜥属中有很多物种，其中墨西哥毒蜥被发现于索诺拉州和瓦哈卡州。富埃尔特珠毒蜥被发现于从索诺拉州南部到錫那羅亞州北部的加利福尼亚湾沿岸。恰帕斯珠毒蜥被发现于恰帕斯州北部和危地马拉西北部韦韦特南戈市的Río Lagartero洼地。恰帕斯珠毒蜥往往是全黑色、棕色或灰色。这三个亚种活动范围相互重叠，属于同域物种。危地马拉珠毒蜥是唯一的异域物种形成，分布在危地马拉东北部莫塔瓜河谷的干谷（熱帶落葉闊葉林）中。与最近的恰帕斯珠毒蜥种群相距约250公里。据称目前该物种野外只有不到200只，属濒危物种。

## 生态

### 食性

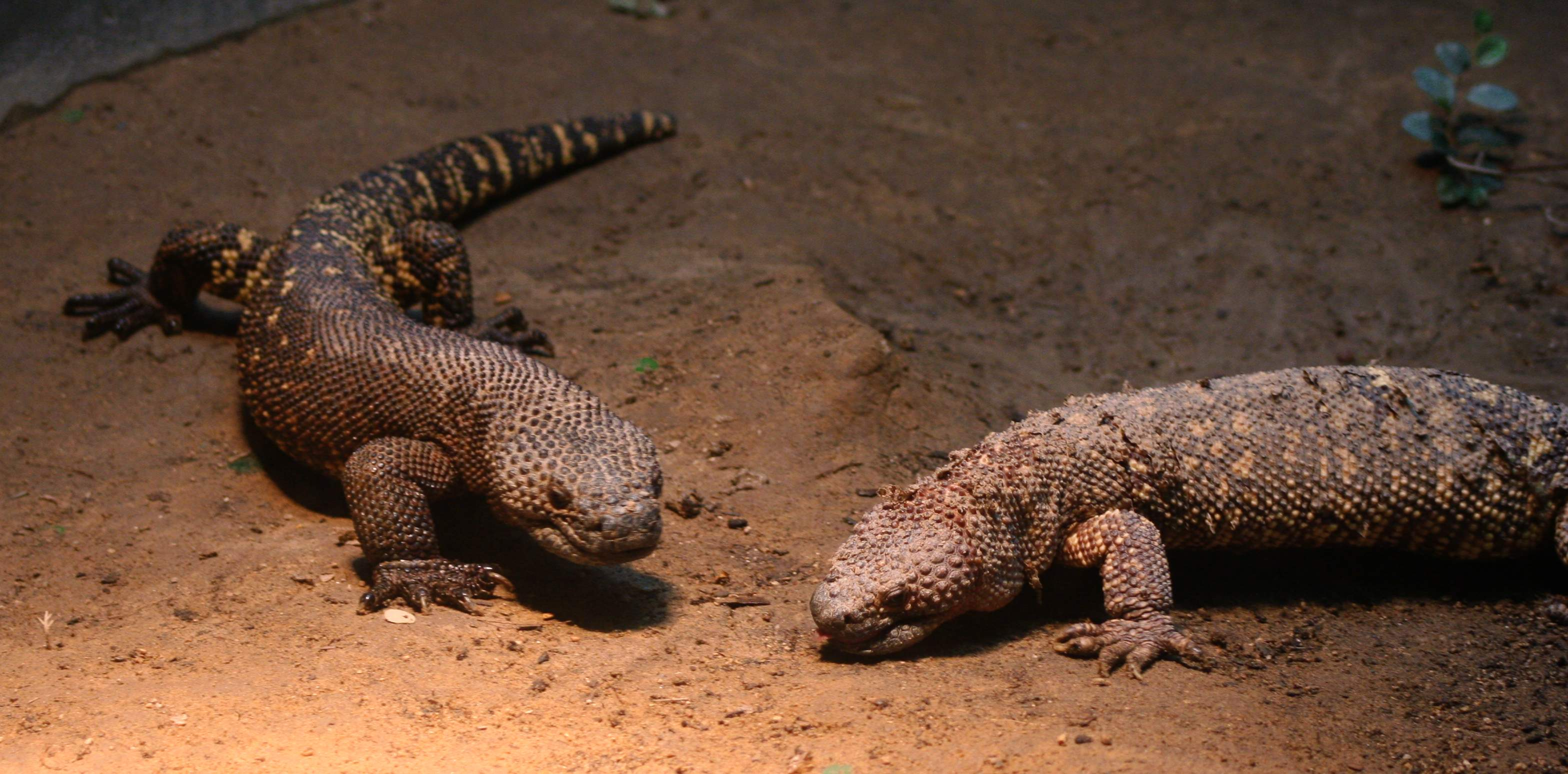
纽约布法罗动物园中的一对墨西哥毒蜥，其中右面的那只正在蜕皮

墨西哥毒蜥喜欢掏脊椎动物的巢穴，主要以鸟类和爬行动物的蛋为食。它是一种半树栖物种，有时也会爬到树上寻找猎物。墨西哥毒蜥偶尔也会捕食小鸟、哺乳动物、青蛙、其它蜥蜴和昆虫。著名的毒蜥饲养员史蒂夫 · 安吉利和罗伯特 · 阿普尔盖特指出：圈养的墨西哥毒蜥最适合使用小型脊椎动物（如小鼠和大鼠）喂养。而从野外捕获的野生蜥蜴可以使用鸡蛋喂养。

### 毒液
墨西哥毒蜥的毒腺位于其下颌，由爬行动物的唾液腺进化而来；每个腺体都有一根单独的导管，通向其槽牙的基部。当其进行攻击时，它会黏附在被攻击者的身上，并通过撕咬使其混有毒液的唾液进入受害者的伤口。虽然其下颚撕咬能力很强，但是其没有牙根的牙齿很容易从基部折断脱落。墨西哥毒蜥的毒液是一种微弱的血毒素；虽然目前罕有引起人类死亡的案例，但可以确定的是，它会引起呼吸衰竭。其毒液由很多成分组成：包括L-氨基酸氧化酶、透明质酸酶、磷脂酶A、血清素和用于释放血管活性激肽的高活性激肽释放酶。但是，其毒液中不含对凝血有显著影响的酶。迄今为止，几乎所有记录在案的咬伤人类的事件（在过去的一个世纪中共有八次）都是由于用手或赤脚玩弄被俘获的蜥蜴而导致的。
相较于无脊椎动物，墨西哥毒蜥的毒液对脊椎动物的危害更为严重。其毒液会导致如大鼠等哺乳动物出现颈动脉血流量迅速减少，随后血压显著下降，继而呼吸变得不规则，并出现心动过速和其他心脏异常；也可能会出现体温过低，水肿，以及眼睛、消化道、肺、肝脏和肾脏等器官的内出血等症状。人类被墨西哥毒蜥咬伤后会极度痛苦，且疼痛的部位可能远远超出被咬伤的部位，并持续长达24个小时。 人类中毒后的其他常见症状包括局部水肿、虚汗以及血压迅速下降。但是，墨西哥毒蜥的毒液对自身及同类无效，对无脊椎动物也基本无效。

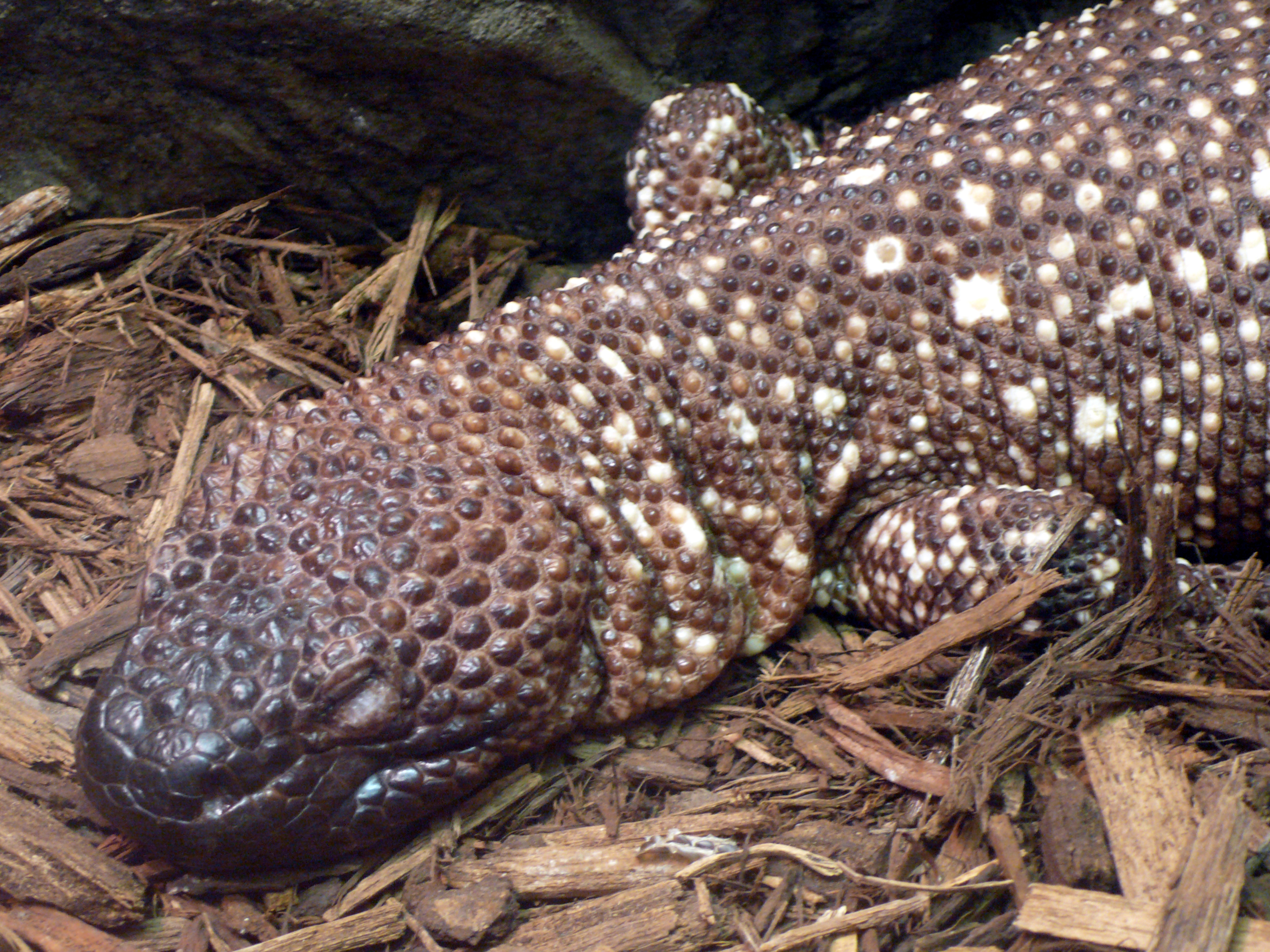
墨西哥毒蜥的体色近于黑色，上面有黄色的斑点或条纹

但是最近的研究表明，其毒液中的一些化合物可能对糖尿病、阿尔茨海默病甚至艾滋病等疾病的治疗起到一定的药理学作用。
1996年的一项研究显示，一种名为exendin-3的激素可以与乳腺癌细胞细胞膜表面的受体结合以抑制其增殖，其对肺癌细胞的增殖或也能起到抑制作用。 目前，这种激素已经由阿莫林制药公司以艾塞那肽为名作为药品销售。

### 繁殖
墨西哥毒蜥在6~8岁时性成熟；它们通常在9月至10月交配，在交配之前，雄性之间会进行一次持续数小时的仪式性战斗，战胜者与雌性交配。 交配后，雌性蜥蜴会在10~12月之间产下2~30枚卵，这些卵会于次年6~7月完成孵化。
目前很少见到幼年的墨西哥毒蜥。一般认为，它们幼年的大部分时间在地下度过，等发育到一定程度后（约2~3岁时）才会出现于地表。

## 保护

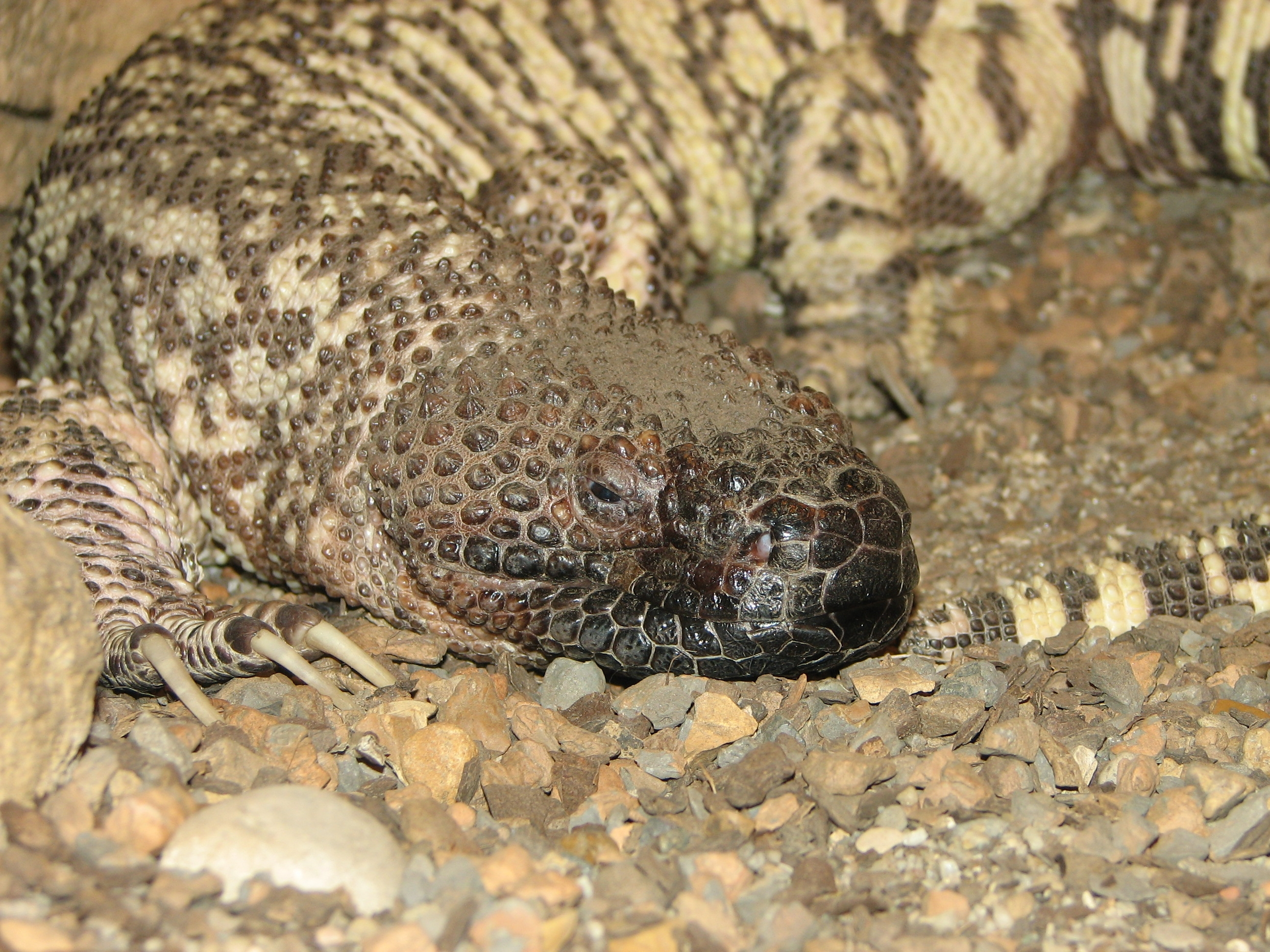
肯塔基州路易斯维尔动物园中的一只墨西哥毒蜥

墨西哥毒蜥在其栖息地附近的当地文化中有很多神话与迷信。例如：人们误认为它比响尾蛇更有毒；其尾巴可能会导致雷击；或者是注视它的孕妇会流产。由于这种迷信思想的存在，当地人经常在看到墨西哥毒蜥时杀死它们。
比较罕见的蜥蜴会被偷猎并在动物黑市中非法买卖。这些蜥蜴的一些特征是圈养蜥蜴所没有的；所以，其稀缺性与独特性使得收藏家们开出了很高的价格。偷猎所导致的直接后果是，墨西哥毒蜥的种群数量大幅锐减，并被墨西哥法律纳入濒危保护动物名单，属于A类（濒危）保护级别；并且只在若干自然保护区内仍有分布。在危地马拉，墨西哥毒蜥也受国家法律保护，其部分栖息地被划为了自然保护区；这些保护区在CITES（濒危野生动植物物种国际贸易公约）的附录Ⅱ中列出。
目前，有不到200只危地马拉珠毒蜥栖息在莫塔瓜河谷的旱生阔叶林（热带和亚热带落叶阔叶林）中，由于当地人的捕杀以及开垦农田导致它们的栖息地被破坏，这种蜥蜴濒临灭绝。 目前，美国大自然保护协会及其合作伙伴 ZOOTROPIC、CONAP、国际爬行动物保护基金会、林肯公园动物园、亚特兰大动物园以及圣迭戈动物园已经联合启动了一项名为“毒蜥属保护工程”的项目以保护莫塔瓜河河谷的半干旱毒蜥栖息地。这项工程已经成功地使危地马拉政府将毒蜥列入濒危物种国际贸易公约的附录Ⅰ中，因此出口这些物种是非法的。

## 延伸阅读
- Ariano-Sánchez, Daniel. . Clinical Toxicology: 897–899.   [2018-06-05]. PMID 18608297. doi:10.1080/15563650701733031. （原始内容存档于2020-08-02）.
- Ariano, D. y G. Salazar. 2007. Notes on the Distribution of the Endangered Lizard, Heloderma horridum charlesbogerti, in the Dry Forests of Eastern Guatemala: An Application of Multi-criteria Evaluation to Conservation. Iguana 14(3): 152-158. （页面存档备份，存于）
- Ariano, D. 2006. The Guatemalan beaded lizard: Endangered inhabitant of a unique ecosystem. Iguana 13(3): 178-183.  （页面存档备份，存于）
- . The IUCN Red List of Threatened Species 1996.   [11 May 2006]. Listed as Vulnerable (VU A2cd v2.3)
- Beck, Daniel D. . University of California Press. 2005: 247. ISBN 0-520-24357-9.
- Berkow, Robert.  16th. Merck Research Laboratories. 1992. ISBN 0-911910-16-6.
- Cogger, Harold（英语：Harold Cogger）; Zweifel, Richard. . 悉尼: Weldon Owen. 1992. ISBN 0-8317-2786-1.
- Freiberg, Dr. Marcos; Walls, Jerry. . 新泽西州: TFH Publications. 1984. ISBN 0-87666-567-9.